# ناراحت!
«ناراحت!» تک‌آهنگی از هنرمند اهل ایالات متحده آمریکا ایکس ایکس ایکس تنتاسیون و از دومین آلبوم استودیویی وی ؟ است که در ۲ مارس ۲۰۱۸ منتشر شد. این ترانه بعد از درگذشت خواننده در ۱۸ ژوئن ۲۰۱۸ در چارت آمریکا (۱۰۰ آهنگ داغ بیلبورد) به رتبه یک رسید.